# Desmopachria signatoides
Desmopachria signatoides är en skalbaggsart som beskrevs av K. B. Miller 2001. Desmopachria signatoides ingår i släktet Desmopachria och familjen dykare. Inga underarter finns listade i Catalogue of Life.